# Szőgyén
Ez a szócikk Szőgyén (Svodín) településről szól. Hasonló címmel lásd még: Szőgyén (Sedín), Nagyfödémes településrésze
Szőgyén (szlovákul Svodín, korábban Maďarský- és Nemecký Seldín, németül Seldin) község Szlovákiában, a Nyitrai kerületben, az Érsekújvári járásban. 1944-ben egyesítették Magyar- és Németszőgyént.

## Fekvése
Párkánytól 25 km-re északnyugatra fekszik.

## Története
A régészeti leletek tanúsága szerint területén már a kőkorszakban is éltek emberek, ezt bizonyítják az itt feltárt sírok és vadász életmódra utaló mellékleteik. Sok kőszerszám került elő a községtől keletre, a régi agyagbánya területén is, melyek korát 28000 évre teszik. A lengyeli kultúra erődített települése i. e. 4000 körül virágzott, központja a Dodra-patak feletti magas teraszon, a Busahegy területén terült el. Az itteni ásatásokon olyan gazdag leletanyag került elő, hogy európai hírű lett. Az i. e. 3. évezredben, a bádeni kultúra idején két nagy település is volt itt. Az egyik a Busahegyen, a másik a Magyarszőgyén területén átfolyó patak teraszán állt. Temetőik a korszak legnagyobb szlovákiai temetőinek bizonyultak. A település ezután csak a bronzkor közepén népesült be újra. Ebből a korból halomsírok kerültek elő szerény mellékletekkel. A Busahegy és a mai faluközpont újabb jelentős betelepülése a hallstatt-korban ment végbe. Számos, ebből a korból származó lakóház maradvány került itt elő. A maradványok részben a mai falu alatt húzódnak. Az i. e. 400 körüli időben kelták foglalták el ezt a vidéket, kiknek a falu területén két településük is volt. Az egyik a Busaheggyel szemben, a másik a németszőgyéni temető területén és annak környékén állt. A 9. és 10. században szlávok telepedtek meg a Busahegy környékén.
A mai település első írásos említése "Scheuden" néven 1156-ból származik. Neve abban az oklevélben olvasható, melyben Márton esztergomi érsek rendelkezik arról, hogy az akkori bazilikában az általa építtetett oltár fenntartására 70 falu tizedét adományozza. Szőgyénnel párhuzamosan, a Nagyláz erdő szélén egy másik falu is keletkezett, melyet "Vásárhely-Zedyn" néven említenek és szintén az érsekség birtoka volt. Ez a település később Magyarszőgyénbe olvadt. A falu a tatárjárás során elpusztult, a részben kiirtott lakosság helyére a tatárok kivonulása után IV. Béla király német és szláv telepeseket hozatott. Az újonnan érkezettek letelepedésük fejében kiváltságokban részesültek. A németeknek a falu északi részében jelöltek ki területet, ez lett a későbbi Németszőgyén alapja. 1291-ben már két falu: "Hungarica villa Sceuden" és "Theutonica villa Sceuden" állt az egykori Szőgyén területén.
A két falu 1549-ben a hódoltság része lett, ekkor Magyarszőgyénben 50, Németszőgyénben 30 ház állt. 1549-ben Magyarszőgyénben 14, Németszőgyénben 13, Vásárhelyen 3 portát találtak. 1553-ban az érseki urbarium szerint Magyarszőgyénben 47 negyedtelkes jobbágy, 22 elhagyott és zsellértelek és 9 egyházi nemes, Németszőgyénben 24 negyedtelkes jobbágy, 12 elhagyott és zsellértelek és 14 egyházi nemes, Vásárhelyen 14 jobbágytelek, 3 elhagyott telek és 2 egyházi nemes volt. 1570-ben a török adószedők Magyarszőgyénben 60 házban 129 (?) fejadófizető férfit 18 ezer akcse adóval, Németszőgyénben 30 házban 57 fejadófizető férfit "6568" akcse adóval, Vásárhelyen 12 házban 36 fejadófizető férfit 3450 akcse adóval írtak össze.
A falu visszafoglalását követően, 1606-ban a település védelmére a magyarszőgyéni Szent Mihály templom körül palánkvárat és sáncot emeltek, mely a végvári rendszer része lett. 1609-ben Forgách Zsigmond és az Illésházy által küldött biztosok, Csuty Gáspár és Esterházy Gábor Szőgyénnél találkoztak a török biztosokkal a határkérdések megtárgyalására. Ezek a tárgyalások minden eredmény nélkül húzódtak. 1612-ben vita támadt a végvári katonák fizetése körül. A vár 1617-ben már szerepel a korabeli forrásokban. 1623-ban 100 lovas, 150 gyalogos és 2 tüzér szolgált itt. Szőgyénben többször tartottak megbeszélést a magyar és török követek a végeket érintő kérdésekről. Szőgyént is használták ajándék- és fogolycserére.
1706-ban pedig a hagyomány szerint Rákóczi Ferenc is ellátogatott ide. 1716-ban egy tűzvészben a falu fele leégett, a templomot is súlyos károk érték. 1754-ben újabb tűzvész pusztított.
Vályi András szerint "SZÖLGYÉN. Magyar, és Német Szölgyén. Két népes helység Esztergom Várm. földes Urok az Esztergomi Érsekség, lakosai katolikusok, fekszenek egymás mellett, Ölved, Bart, Gyiva, és Sárkányhoz közel, ’s nagy és jeles Szentegyháza által díszesíttetik. Mostani Plebánusa T. T. Jordánszky Elek Úr, H. Batthyáni ő Eminentziájának vólt igen érdemes Archiváriusa, a’ ki míg kebelekben marad, szerentséltetnek általa a’ Szölgyéniek. Határjok jó, legelőjök elég, szőlejik meglehetősek, piatzok a’ Bánya Városokban, és másutt is."
1847-ben a két község vásártartási jogot kapott, 1848. május 16-án pedig megalakult a helyi nemzetőrség.
Fényes Elek szerint "Magyar-Szölgyén, magyar falu, Esztergom, most Komárom vmegyében, igen kies vidéken, Esztergomhoz 2 mfd., Bart, Gyiva, Sárkány, Köbölkut faluk, Arad puszta, Kürt, Für és Német-Szölgyén helységek határai közt. Lakja 1680 r. kath., két templommal, mellyeknek egyike a két Szölgyén közt dombon fekszik s anyaegyház. Földje dombon fekszik s anyaegyház. Földje dombos és termékeny fekete agyag. Urb. szántóföld 2389 1/2 hold, rét 311 h., szőlő 1581 kapa, uradalmi erdő 910 hold, mellynek fele legelő. Hajdan a törökök alatt nevezetes erősség vala itt, mint ezt több törvény czikkek bizonyitják, de ma nyoma is alig látható. Birja a helységet az esztergomi érsek." 
"Német-Szölgyén, magyar falu, Esztergom, most Komárom vmegyében, Magyar-Szölgyén tőszomszédságában. Nevét talán onnan vehette, hogy hajdan németek lakták. Határa ennek is dombos, agyagos, de igen termékeny. Van 1490 hold urbéri szántóföldje, 173 1/2 h. rétje, 1191 kapa szőlője, 582 h. urad. erdeje, mellynek fele legelőül használtatik, 3 curiája. Lakja 1151 r. kath. és 20 zsidó. F. u. az esztergomi érsek." 
A 20. század elején malom épült a községben. 1913-ban megalakult a helyi tűzoltó egyesület.
Esztergom vármegye monográfiája szerint "Magyarszőgyén, magyar kisközség, a párkányi járásban. Van benne 429 ház, 1932 lakossal, a kik kevés kivétellel róm. kath. vallásúak. Határa 6358 kat. hold. A vármegye legrégibb községeinek egyike. Midőn Martyrius érsek 1156-ban az esztergomi székesegyházban az általa alapított oltár fenntartására 70 falu tizedét adományozta az esztergomi káptalannak, az esztergomi kerületben levők sorában Szőgyént, mint alsóbb rangút említi. 1287-ben találkozunk ismét e helység nevével, midőn Libádi Benedek és Hidegkúti Olivér 1289 okt. 17-én Ecseden levő földjeiket eladják, az adásvételi szerződés szerint e földek az „ungarice ville Sceuden” vagyis Magyar-Szőgyén földjeivel határosak. A vevők pedig ugyanazon Magyar-Szőgyén vendégnépei, kik e földeket az esztergomi érsek nevében, a szent Adalbertről nevezett egyházi fennhatóság alatt, vették. Egy 1291-ben kelt oklevél említi már a németek által lakott Szőgyént is, az oklevélből megállapítható, hogy a helység eredeti lakossága magyarokból állott, a németek csak később telepedtek le. Plébániája már 1291-ben fennállott. 1295-ben a Hunt-Pázmán nembeli Kázmér fiak elpusztították az esztergomi érsek itteni birtokait és az érsek itteni jobbágyaitól 500 ezüst márkát érő házi állatokat hajtottak el. A Gyulazombor nembeli Sebrid fia, Erdő comesnek is lehettek itt birtokai, mert 1297-ben, midőn a hontvármegyei Németi nevű birtokáról az esztergomi káptalan javára lemondott, innen nevezték. Plébánosát megemlíti az 1332–37. évi pápai tizedjegyzék is. 1351-ben Széchy Miklós szörényi bán birtokában találjuk. 1427-ben már vásárjoggal bírt, ekkor oppidumnak mondja az oklevél (gr. Zichy Okmt. VIII. 318.) A XV. században az esztergomi érsek az egész helység birtokába jutott. Az 1532. évi összeírás szerint is az érsek földesúri hatósága alá tartozott. 1550-ben 14, 1593-ban 13, 1609-ben 10, 1647-ben 8 portája volt. Iskolamesteréről már 1672-ben van adatunk. Az 1696. évi összeírás szerint az esztergomi érseknek tizenegy negyedtelkes jobbágya lakott itten, de ezenkívül akkoriban még sok üresen álló s parlagon heverő telke volt. Az 1732–53. évi egyházlátogatási jegyzőkönyv már népes helységnek mondja; az utóbbi évben Németszőgyénnel együtt 2600 lakosa volt. Iskolája 1730-ban épült, a melyet 1796-ban egy második teremmel toldottak meg. 1848-ig az esztergomi érsek földesúri hatósága alá tartozott. Eddig Magyar-Szölgyén néven volt ismeretes. Jelenlegi nevét 1907 febr. 7-én kelt belügyminiszteri rendelettel vette. Plébánia-temploma, a mely egyúttal a németszőgyénieké is, 1792–1799-ben épült. Szent-Mihályról elnevezett másik templomának szentélye Szent István király idejéből származik, míg nagyobb előrésze a tornyokkal 1292-ből való. Máig használatban levő négy változatú orgonáját Luzsénszky készítette Beszterczebányán, 1615-ben. E körül a templom körül hajdan váracs volt, melynek megerősítésére a XVII. század különféle törvényczikkei 100 lovas és 150 gyalogos hajdút rendeltek ki, a szomszédos vármegyékből is. 1685-ben az Érsekújvár alól elűzött törökök a községet váracsostul elpusztították s a lakosság nagy részét felkonczolták, vagy rabságba hurczolták, úgy hogy csak 400 lélek maradt vissza. A községet, mely ekkor még Németszőgyénnel együvé tartozott, jóval előbb, 1242 január havában hasonló csapás érte. Egy tatárcsapat tört reá s a lakosokat leöldöste. Ekkor IV. Béla király telepítette be újra s a telepesek részére éjszak felől hasíttatott ki határt. 1683-ban ismét a török dúlt a községben; 1710-ben pestis, 1716-ban, 1754-ben, 1900-ban és 1904-ben tűzvész pusztította. A határban talált régiségek közül egy bronz diadém, bronz kardísz és egyenes kard a Nemzeti Múzeumba került; egyebek, mint érmek, vaseszközök, sarkantyúk, ágyúgolyók, cserépedények a Németszőgyénnel közös helybeli hét osztályú elemi iskola tanszertárában vannak. Most legnagyobb birtokosa az esztergomi érsekség. A fejlődésnek indult község, mely az 1900. évi népszámlálás óta 400 fővel szaporodott, ker. fogyasztási szövetkezetet és kath. olvasókört tart fenn. Határához tartoznak a Faraték, Funk, Mánya és Seres tanyák, továbbá Ivánhalma, Rendeskút és Várhely puszták. A községben körjegyzőség és postahivatal, szódavíz- és téglagyár van. Távíró- és vasúti állomása Köbölkút, hajóállomása Esztergom."
"Németszőgyén, kisközség, a vármegye nyugati határszélén, 327 házzal és 1436 magyarajkú lakossal, a kik 61 izr. vallású kivételével róm. katholikusok. Határa 3628. kat. hold. Az esztergomi érsek ősi birtoka. Az érsekek a XIII. század második felében ide németeket telepítettek, a kik külön helységet alkottak. Ezt, ellentétben a magyarok lakta másik Szőgyénnel, villa theutonicá-nak nevezték. Ladomér érsek 1291 jan. 1-én a német vendégek számára plébániát alapítván, őket egyházilag is elkülönítette a magyar-szőgyéniektől. A III. Endre uralkodása alatti belháborúk közepett a Hunt-Pázmán nembeli Kázmér-fiak ismételten elpusztították. Az 1532–1549. évi adóösszeírások szerint még az esztergomi érsek birtokában találjuk. 1550-ben 13, 1556-ban 12, 1593-ban 3 portája volt; az utóbbi évben a török hódoltsághoz tartozott. 1609-ben 6, 1647-ben 2 portát írtak itt össze. Az 1696. évi összeírás szerint öt zsellér lakta, de minthogy a bírón kívül sok más helyről jött szökevény jobbágy telepedett le, a kiket földesuraik visszaköveteltek, kimaradtak az összeírásból. Érsekújvárnak a töröktől való visszavétele után, 1663-ban, az itt elvonuló törökök a községet elpusztították, lakosai nagy részét felkonczolták vagy rabságba hurczolták, úgy hogy csak 250 lélek maradt vissza. 1711-ben a Rajna mellől németeket telepítettek be, a kiknek utódai már teljesen megmagyarosodtak. Ősi temploma az 1714. évi egyházlátogatáskor már romokban hevert. Ennek köveit 1731-ben Nagy Boldogasszony tiszteletére emelt templom építésére használták fel. 1848-ig a herczegprímás földesúri hatósága alá tartozott. A XVII. századtól kezdve Német-Szölgyén név alatt volt ismeretes. Igy fordúl elő az 1696. évi összeírás és az 1732–55. évi egyházlátogatási jegyzőkönyvben is. Jelenlegi nevét az 1907. febr. 7-iki, 131.168/906. számú belügyminiszteri rendelet állapította meg. Plébánia-temploma Magyarszőgyénnel közös. Tornyában 1518-ból való harang van, melyet a hívek 1652-ben Althán csász. kapitánytól vettek. A községnek jelenlegi nagyobb birtokosa az esztergomi érsekség. Határában vannak az Alsóhidegvölgy és Felsőhidegvölgy puszták. A lakosság ker. fogyasztási szövetkezetet és katholikus olvasókört tart fenn. Hét osztályú elemi iskolája Magyarszőgyénnel közös. Postája Magyarszőgyén, távíró- és vasúti állomása Köbölkút, hajóállomása Esztergom."
A trianoni békeszerződésig mindkét település Esztergom vármegye Párkányi járásához tartozott. A cseh csapatok 1919. január elején vonultak be Szőgyénbe és a település az új csehszlovák állam része lett. 1926-ban a csehszlovák hatóságok közigazgatásilag egyesítették a két községet, ebben az évben megalakult a helyi ipartestület. Az 1930-as években katolikus olvasókör alakult. 1933. szeptember 24-én népgyűlést tartottak, melyen Esterházy János is szónokolt. A két község hivatalosan 1944 január 1-jén egyesült. A második világháború után a német lakosságot erőszakkal kitelepítették.

## Népessége
| Év:            | 1994. | 2004.   | 2014.   | 2024.   |
| -------------- | ----- | ------- | ------- | ------- |
| Emberek száma: | 2634  | 2630    | 2517    | 2354    |
| Eltérés:       |       | -0,15 % | -4,29 % | -6,47 % |

| Év:            | 2023. | 2024.   |
| -------------- | ----- | ------- |
| Emberek száma: | 2370  | 2354    |
| Eltérés:       |       | -0,67 % |

1880-ban Magyarszőgyén 1942 lakosából 1872 magyar és 1 szlovák anyanyelvű,
Németszőgyén 1461 lakosából 1356 magyar és 7 szlovák anyanyelvű volt.
1890-ben Magyarszőgyén 2000 lakosából 1987 magyar és 4 szlovák anyanyelvű,
Németszőgyén 1521 lakosából 1496 magyar és 16 szlovák anyanyelvű volt.
1900-ban Magyarszőgyén 1932 lakosából 1929 magyar és 2 szlovák anyanyelvű,
Németszőgyén 1436 lakosából 1431 magyar és 3 szlovák anyanyelvű volt.
1910-ben Magyarszőgyén 1998 lakosából 1989 magyar és 7 szlovák anyanyelvű,
Németszőgyén 1576 lakosából 1569 magyar és 2 szlovák anyanyelvű volt.
1921-ben 3768 lakosából 3733 magyar, 14 zsidó, 13 csehszlovák és 8 állampolgárság nélküli volt. Ebből 3631 római katolikus, 120 izraelita, 9 református, 7 evangélikus és 1 egyéb vallású volt.
1930-ban 3892 lakosából 3619 magyar, 114 csehszlovák, 51 zsidó, 2 német, 64 egyéb nemzetiségű és 42 állampolgárság nélküli volt. Ebből 3778 római katolikus, 74 izraelita, 21 evangélikus, 16 református és 3 egyéb vallású volt.
1941-ben 3685 lakosából 3668 magyar és 4 szlovák volt.
1970-ben 3411 lakosából 2834 magyar és 572 szlovák volt.
1980-ban 3136 lakosából 2637 magyar és 491 szlovák volt.
1991-ben 2734 lakosából 2298 magyar és 426 szlovák volt.
2001-ben 2649 lakosából 2040 magyar és 520 szlovák volt.
2011-ben 2574 lakosából 1808 magyar, 600 szlovák, 13 cigány, 8 cseh és 125 ismeretlen nemzetiségű volt.
2021-ben 2412 lakosából 1660 (+52) magyar, 619 (+43) szlovák, 2 (+3) cigány, (+1) ruszin, 11 (+5) egyéb és 120 ismeretlen nemzetiségű volt.

## Neves személyek
- Itt született 1811-ben Feichtinger János esztergomi kanonok és főegyházmegyei könyvtáros.
- Itt született 1874-ben Jónás Imre plébános.
- Magyarszőgyénben született 1897-ben Lippay Lajos pap, kanonok, egyetemi tanár, egyházi író.
- Itt született 1928-ban Hoóz István egyetemi tanár, dékán, rektorhelyettes

- Itt hunyt el 1855-ben Pató Pál alszolgabíró, községi jegyző.
- Itt hunyt el 1864-ben Mészáros Ferenc líceumi tanár.

- Itt szolgált Balázsi Gergely szentszéki jegyző, esperes, plébános.
- Itt szolgált Kovács Pál (1802-1882) pozsonyi kanonok.
- Itt szolgált Szabó József (1805-1884) fölszentelt püspök.
- Magyarszőgyénben szolgált Haiczl Kálmán plébános, történetíró, egyháztörténész, levéltáros.
- Itt szolgált Nadányi Miklós várkapitány.
- Itt ásatott Zoltán Drenko és Viera Němejcová-Pavúková is.

## Nevezetességei

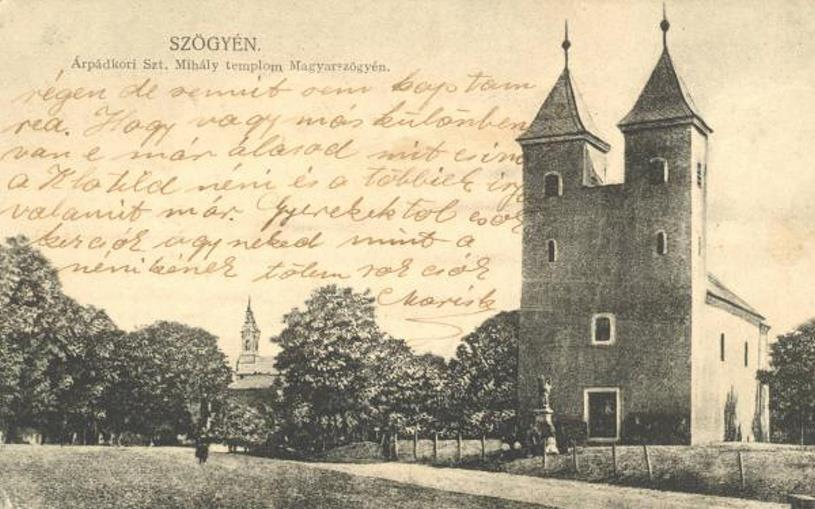
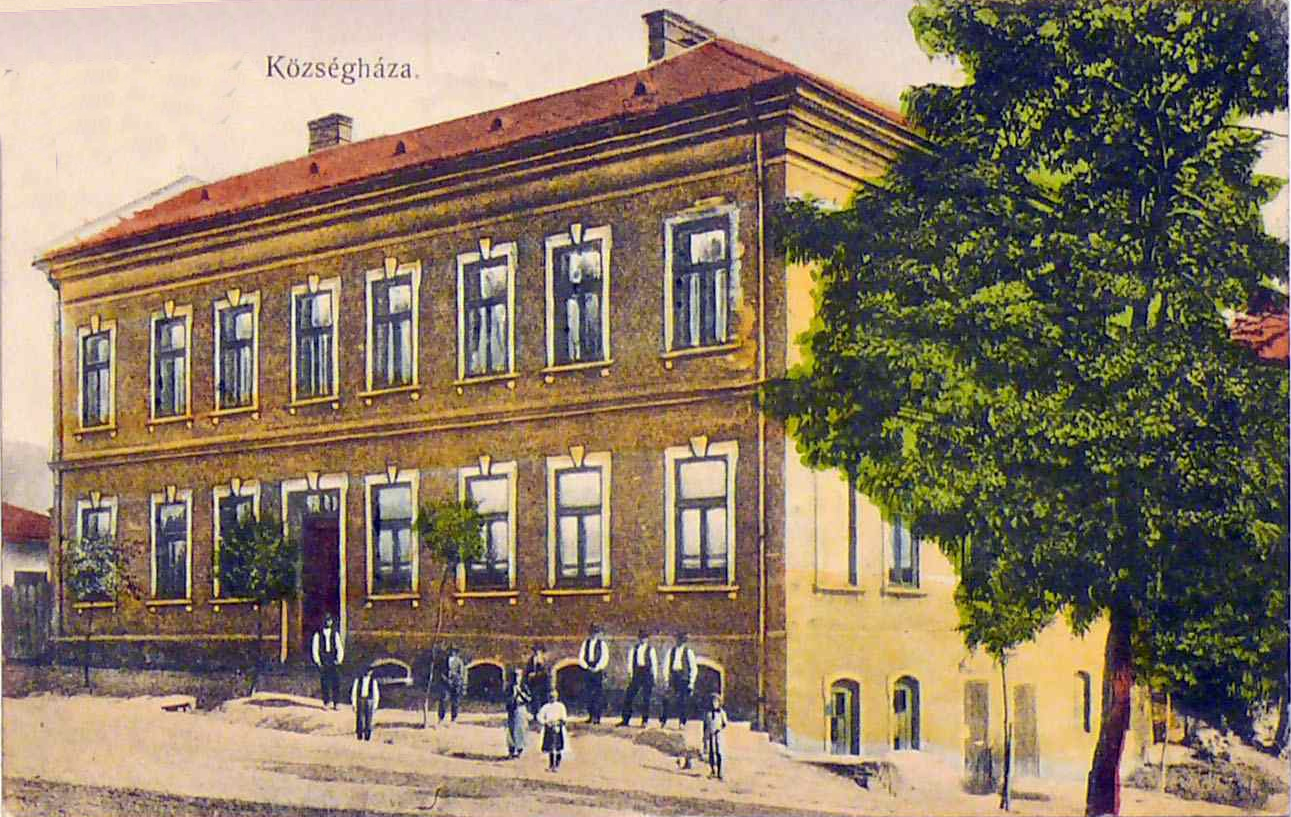
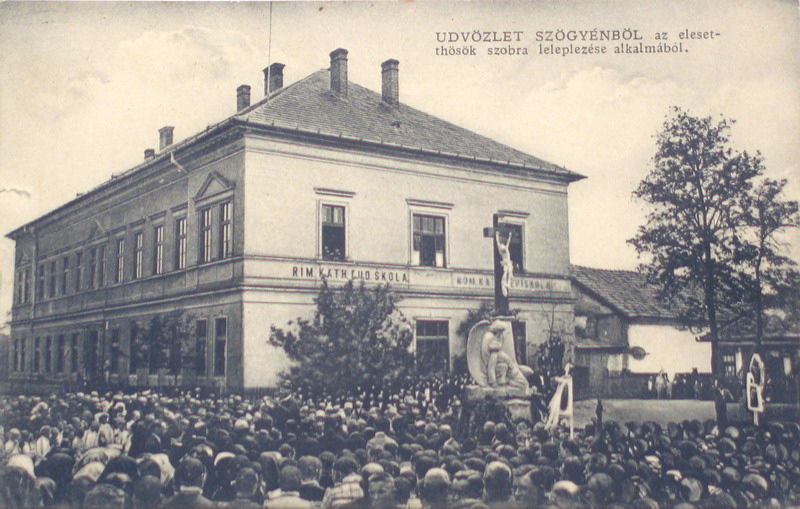

- Magyarszőgyén Mihály arkangyal tiszteletére szentelt római katolikus temploma a 13. század első felében épült. Először 1291-ben említik. 1606 és 1617 között a török támadások ellen a templom köré palánkvárat építettek, a templomot pedig megerősítették. Az épület a török harcok során súlyos károkat szenvedett, ezért a 18. század elején a két falu új templomot épített. Ezt a régi templomot ezt követően Kistemplomként hívták. A II. világháború során 1945. március 28-án a templom leégett és már nem építették újjá, csak alapfalai maradtak. 17. századi állapotát tükröző makettje a helytörténeti múzeumban látható. Tőle délkeletre a régészeti feltárások során 11.-12. századi román stílusú kis templom alapfalait tárták fel, mely a Szent Mihály templom elődje lehetett.
- Németszőgyén területén a 2000-2001-ben zajló ásatások feltárták a 13. században Szűz Mária tiszteletére épített román stílusú templom maradványait. A templom a török harcok során pusztult el. Legérdekesebb emléke egy 14 cm magas bronz korpusz, egy régi feszület része. Nadányi Miklós ezen erődített templom kapitányaként kezdte katonai karrierjét.
- A faluban áll a Petőfi-versből ismert Pató Pál, azaz Pathó Pál szobra, a temetőben pedig sírja is megtekinthető.[17]
- Nagyboldogasszony templom - A hitélet központja s egyben egyik legjelentősebb műemléke a barokk stílus jegyeit viselő Római Katolikus Templom. 1799-ben a Nagyboldogasszony tiszteletére szentelték fel.[18]
- Szőgyéni Művészeti Galéria - A községben 1999-ben szervezték meg a Nemzetközi Képzőművészeti Tábor első évfolyamát. Azóta évente találkoznak itt több ország (Szlovákia, Magyarország, Csehország, Lengyelország, Románia, Kanada) képzőművészei, akik különféle művészeti stílusokat és irányzatokat képviselnek. Mivel a képzőművészek itt alkotott műveik egy részét a községnek ajándékozzák, az önkormányzat úgy határozott, hogy a templommal szemben álló épületben galériát rendez be ezekből az alkotásokból. 1999-ben állították ki itt az első képeket, számuk azóta évről évre gyarapodik. Jelenleg közel 500 alkotást tekinthetnek meg a látogatók.
- Tájház és Régészeti Múzeum - Az egyik volt parasztházban rendezték be, amely hatalmas gazdasági udvarával és melléképületeivel különösen alkalmasnak tűnt erre a célra. A tájház szomszédságában található a Régészeti Múzeum.A Szlovák Nemzeti Múzeum régészei 1995 és 2001 között feltárták az elpusztult Szent Mihály – templom és a helyén állt még régebbi templom maradványait. Mivel érdekes és tanulságos leletek kerültek elő, a község önkormányzata úgy döntött, hogy kiállítás formájában a nyilvánosság elé tárja e kutatások eredményeit.
- Az I. Világháború áldozatainak emlékműve - A Hősök szobrát 1924-ben állítottak az I. világháborúban elesettek tiszteletére.
- Kürt - Szőgyén Tanösvény - A tanösvény hossza 9,3 km. Összesen 6 nagyméretű (1,8 m x 1,2 m) információs-tájékoztató tábla található a tanösvény mentén. Tartalmilag rámutat a környék értékes növény-és állatvilágára, megismerteti a Ciglédi búcsújáró helyet, bemutatja a két település népi hagyományait és kultúrtörténelmi értékeit, valamint a Közép-Európai Mária Utat is.